# E·V·戈登
艾瑞克·瓦倫丁·戈登（英語：Eric Valentine Gordon，簡稱E·V·戈登，1896年2月14日—1938年7月29日）是加拿大語言學家，曾於英國利茲大學與曼徹斯特大學任教。

## 生平
戈登曾就讀維多利亞學院、麥吉爾大學及牛津大學大學學院。1922年，開始在利茲大學英文系擔任講師，他與另名講師J·R·R·托爾金志同道合，兩人都熱愛古代語言，他們合作編纂的新版本《高文爵士與綠騎士》於1925年出版。戈登還與托爾金一同組建「維京俱樂部」，鼓勵利茲大學的師生們研究古斯堪地納維亞語等古代語言。
1930年，戈登與Ida Pickles結婚。1932年，他開始在曼徹斯特大學任教，直至1938年去世。